# 윔블던 남자 단식 우승자 목록
역대 윔블던 선수권 남자 단식 우승자들의 목록이다.

## 역사

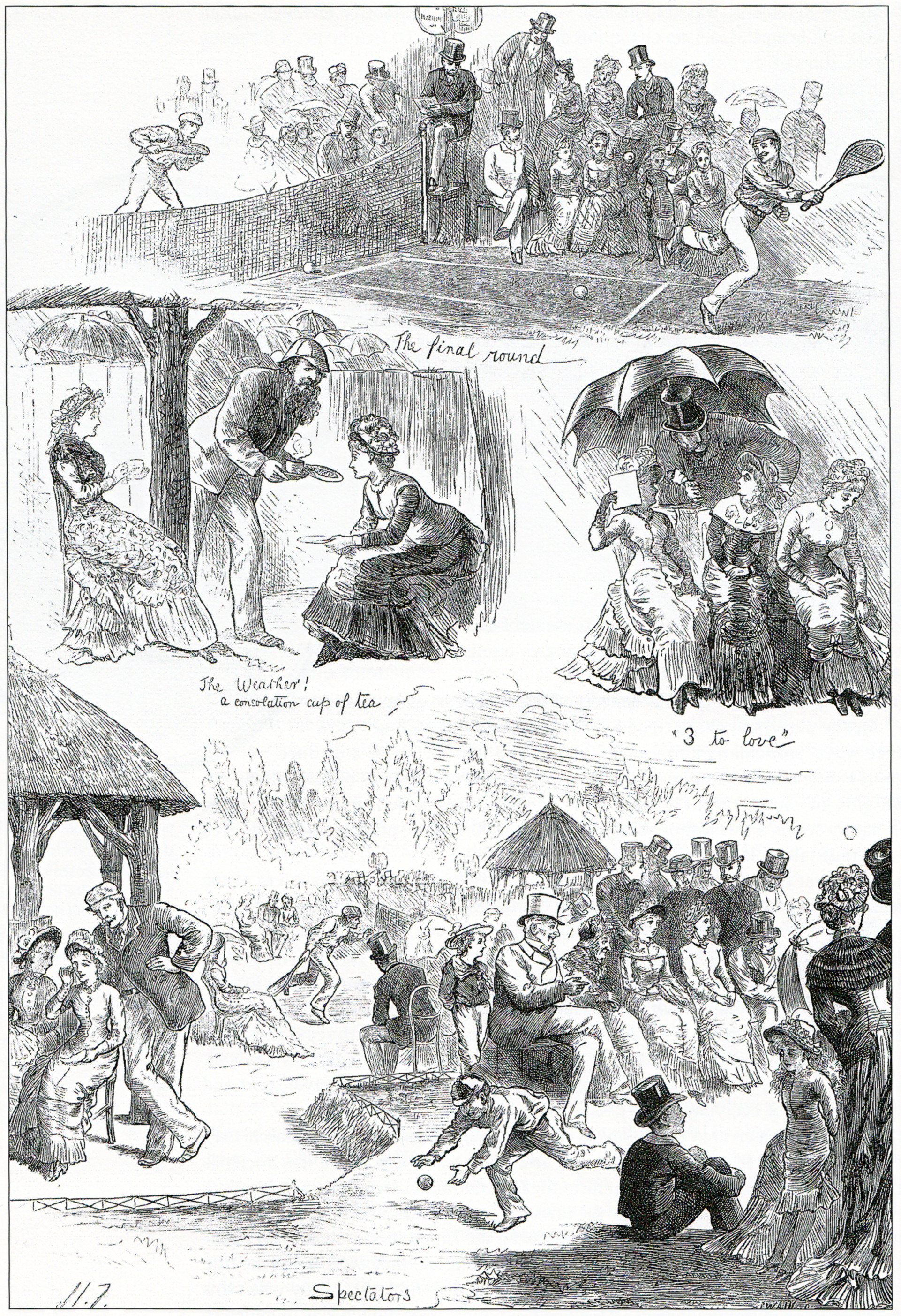
1879년 7월 15일 윔블던 론 테니스 결승전

윔블던 챔피언십은 7월 첫째 주와 둘째 주에 개최됩니다. 그 이전까지는 6월 마지막 주와 7월 첫째 주에 걸쳐 열렸다. 1987년부터는 테니스 시즌 네 개 그랜드슬램 대회 중 세 번째로 열리는 대회되었으며, 제1차 세계대전과 제2차 세계대전 기간 동안 중단되었으며, 2020년에는 코로나19 팬데믹으로 인해 취소되었다. 윔블던 남자 단식은 초창기 대회 이후 여러 차례 규정이 변경되어 오늘에 이르고 있다.
1878년부터 1921년까지는 올커머스 싱글스(All Comers' Singles)라 불리는 토너먼트가 먼저 진행되었으며, 이 대회의 우승자가 전년도 챔피언과 챌린지 라운드(Challenge Round)에서 맞붙는 방식으로 운영되었다. 전년도 챔피언이 참가하지 않은 경우(1879, 1887, 1891, 1895, 1907, 1908)에는 올커머스 우승자가 자동으로 챔피언 타이틀을 차지하였다. 챌린지 라운드 제도는 1922년 대회를 기점으로 폐지되었다.
초대 대회 이래 모든 경기는 5세트 3선승제(Best of five sets)로 진행되고 있다. 1877년부터 1883년까지는 일반 경기에서 5–5가 되었을 때 다음 게임을 이긴 선수가 세트를 획득하였다. 단, 올커머스 결승 및 챌린지 라운드에서는 6게임을 먼저 이기고, 2게임 차를 유지해야 세트를 승리할 수 있다. 1884년부터 1970년까지는 모든 세트에서 이와 같은 2게임 차 승리 방식이 적용되었다.
1971년에는 첫 4세트에 한하여 12포인트 타이브레이크(Best-of-12-points lingering death tiebreak) 제도가 도입되었다. 도입 초기에는 8–8이 되었을 때 타이브레이크가 적용되었으며, 1979년부터는 6–6이 되었을 때 타이브레이크를 실시하는 현재의 방식으로 변경되었다.
1949년 이후로 남자 단식 챔피언에게는 세계 단식 챔피언(The All England Lawn Tennis Club Single Handed Champion of the World)이라는 문구가 새겨진 1887년 제작 은도금 트로피의 미니어처 복제품이 수여되고 있다. 새로운 단식 챔피언은 올잉글랜드 론 테니스 클럽(AELTC) 명예회원으로 선출되는 것이 관례이다.
2017년 남자 단식 우승자는 £2,220,000(약 22억 원 상당)의 상금을 수여받았다.

## 우승자 목록

### 아마추어 시대
| 연도            | 우승자                           | 준우승자                         | 스코어                           |
| --------------- | -------------------------------- | -------------------------------- | -------------------------------- |
| 1877년          | 스펜서 고어                      | 윌렘 마셸                        | 6-1 6-2 6-4                      |
| 1878년          | 프랭크 하도우                    | 스펜서 고어                      | 7-5 6-1 9-7                      |
| 1879년          | 존 하틀리                        | 버 스톤 레저 굴드                | 6-2 6-4 6-2                      |
| 1880년          | 존 하틀리                        | 허버트 로포드                    | 6-3 6-2 2-6 6-3                  |
| 1881년          | 윌리엄 랜쇼                      | 존 하틀리                        | 6-0 6-1 6-1                      |
| 1882년          | 윌리엄 랜쇼                      | 어니스트 랜쇼                    | 6-1 2-6 4-6 6-2 6-2              |
| 1883년          | 윌리엄 랜쇼                      | 어니스트 랜쇼                    | 2-6 6-3 6-3 4-6 6-3              |
| 1884년          | 윌리엄 랜쇼                      | 허버트 로포드                    | 6-0 6-4 9-7                      |
| 1885년          | 윌리엄 랜쇼                      | 허버트 로포드                    | 7-5 6-2 4-6 7-5                  |
| 1886년          | 윌리엄 랜쇼                      | 허버트 로포드                    | 6-0 5-7 6-3 6-4                  |
| 1887년          | 허버트 로포드                    | 어니스트 랜쇼                    | 1-6 6-3 3-6 6-4 6-4              |
| 1888년          | 어니스트 랜쇼                    | 허버트 로포드                    | 6-3 7-5 6-0                      |
| 1889년          | 윌리엄 랜쇼                      | 어니스트 랜쇼                    | 6-4 6-1 3-6 6-0                  |
| 1890년          | 윌로비 해밀턴                    | 윌리엄 랜쇼                      | 6-8 6-2 3-6 6-1 6-1              |
| 1891년          | 윌프리드 베들리                  | 조슐라 핌                        | 6-4 1-6 7-5 6-0                  |
| 1892년          | 윌프리드 베들리                  | 조슈아 핌                        | 4-6 6-3 6-3 6-2                  |
| 1893년          | 조슈아 핌                        | 윌프리드 베들리                  | 3-6 6-1 6-3 6-2                  |
| 1894년          | 조슈아 핌                        | 윌프리드 베들리                  | 10-8 6-2 8-6                     |
| 1895년          | 윌프리드 베들리                  | 윌버포스 이브스                  | 4-6 2-6 8-6 6-2 6-3              |
| 1896년          | 헤럴드 마호니                    | 윌프리드 베들리                  | 6-2 6-8 5-7 8-6 6-3              |
| 1897년          | 레지날드 도허티                  | 헤럴드 마호니                    | 6-4 6-4 6-3                      |
| 1898년          | 레지날드 도허티                  | 로렌스 도허티                    | 6-3 6-3 2-6 5-7 6-1              |
| 1899년          | 레지날드 도허티                  | 아서 고어                        | 1-6 4-6 6-3 6-3 6-3              |
| 1900년          | 레지날드 도허티                  | 시드니 스미스                    | 6-8 6-3 6-1 6-2                  |
| 1901년          | 아서 고어                        | 레지날드 도허티                  | 4-6 7-5 6-4 6-4                  |
| 1902년          | 로렌스 도허티                    | 아서 고어                        | 6-4 6-3 3-6 6-0                  |
| 1903년          | 로렌스 도허티                    | 프랭크 리즐리                    | 7-5 6-3 6-0                      |
| 1904년          | 로렌스 도허티                    | 프랭크 리즐리                    | 6-1 7-5 8-6                      |
| 1905년          | 로렌스 도허티                    | 노먼 브룩스                      | 8-6 6-2 6-4                      |
| 1906년          | 로렌스 도허티                    | 프랭크 리즐리                    | 6-4 4-6 6-2 6-3                  |
| 1907년          | 노먼 브룩스                      | 아서 고어                        | 6-4 6-2 6-2                      |
| 1908년          | 아서 고어                        | H. 로버 베럿                     | 6-3 6-2 4-6 3-6 6-4              |
| 1909년          | 아서 고어                        | 조사이어 리치                    | 6-8 1-6 6-2 6-2 6-2              |
| 1910년          | 앤서니 윌딩                      | 아서 고어                        | 6-4 7-5 4-6 6-2                  |
| 1911년          | 앤서니 윌딩                      | H. 로버 베럿                     | 6-4 4-6 2-6 6-2 기권             |
| 1912년          | 앤서니 윌딩                      | 아서 고어                        | 6-4 6-4 4-6 6-4                  |
| 1913년          | 앤서니 윌딩                      | 모리스 맥러플린                  | 8-6 6-3 10-8                     |
| 1914년          | 노먼 브룩스                      | 앤서니 윌딩                      | 6-4 6-4 7-5                      |
| 1915년 ~ 1918년 | 제1차 세계 대전 여파로 경기 취소 | 제1차 세계 대전 여파로 경기 취소 | 제1차 세계 대전 여파로 경기 취소 |
| 1919년          | 제랄드 패터슨'                   | 노먼 브룩스                      | 6-3 7-5 6-2                      |
| 1920년          | 빌 틸던                          | 제랄드 패터슨                    | 2-6 6-2 6-3 6-4                  |
| 1921년          | 빌 틸던                          | 브라이언 노턴                    | 4-6 2-6 6-1 6-0 7-5              |
| 1922년          | 제랄드 패터슨                    | 랜드돌프 라이셋                  | 6-3 6-4 6-2                      |
| 1923년          | 빌 존스턴                        | 프랭크 헌터                      | 6-0 6-3 6-1                      |
| 1924년          | 쟝 보로트라                      | 르네 라코스테                    | 6-1 3-6 6-1 3-6 6-4              |
| 1925년          | 르네 라코스테                    | 쟝 보로트라                      | 6-3 6-3 4-6 8-6                  |
| 1926년          | 쟝 보로트라                      | 하워드 킨제이                    | 8-6 6-1 6-3                      |
| 1927년          | 앙리 코셰                        | 쟝 보로트라                      | 4-6 4-6 6-3 6-4 7-5              |
| 1928년          | 르네 라코스테                    | 앙리 코셰                        | 6-1 4-6 6-4 6-2                  |
| 1929년          | 앙리 코셰                        | 쟝 보로트라                      | 6-4 6-3 6-4                      |
| 1930년          | 빌 틸던                          | 윌머 앨리슨 주니어               | 6-3 9-7 6-4                      |
| 1931년          | 시드니 우드                      | 프랭크 쉴즈                      | w/o                              |
| 1932년          | 엘스워스 바인즈                  | 버니 오스틴                      | 6-4 6-2 6-0                      |
| 1933년          | 잭 크로포드                      | 엘스워스 바인즈                  | 4-6 11-9 6-2 2-6 6-4             |
| 1934년          | 프레드 페리                      | 잭 크로포드                      | 6-3 6-0 7-5                      |
| 1935년          | 프레드 페리                      | 갓필드 폰 크램                   | 6-2 6-4 6-4                      |
| 1936년          | 프레드 페리                      | 갓필드 폰 크램                   | 6-1 6-1 6-0                      |
| 1937년          | 돈 버지                          | 갓필드 폰 크램                   | 6-3 6-4 6-2                      |
| 1938년          | 돈 버지                          | 버니 오스틴                      | 6-1 6-0 6-3                      |
| 1939년          | 바비 릭스                        | 앨우드 쿡                        | 2-6 8-6 3-6 6-3 6-2              |
| 1940년 ~ 1945년 | 제2차 세계 대전 여파로 경기 취소 | 제2차 세계 대전 여파로 경기 취소 | 제2차 세계 대전 여파로 경기 취소 |
| 1946년          | 이봉 페트라                      | 제프 브라운                      | 6-2 6-4 7-9 5-7 6-4              |
| 1947년          | 잭 크레이머                      | 톰 브라운                        | 6-1 6-3 6-2                      |
| 1948년          | 밥 폴켄버그                      | 제프 브라운                      | 7-5 0-6 6-2 3-6 7-5              |
| 1949년          | 테드 슈로더                      | 존 브룸위치                      | 3-6 6-0 6-3 4-6 6-4              |
| 1950년          | 버지 패티                        | 프랭크 세지먼                    | 6-1 8-10 6-2 6-3                 |
| 1951년          | 딕 새빗                          | 켄 맥그리거                      | 6-4 6-4 6-4                      |
| 1952년          | 프랭크 세지먼                    | 야로슬라프 드로브니              | 4-6 6-2 6-3 6-2                  |
| 1953년          | 빅 세이셔스                      | 쿠르트 닐센                      | 9-7 6-3 6-4                      |
| 1954년          | 야로슬라프 드로브니              | 켄 로즈월                        | 13-11 4-6 6-2 9-7                |
| 1955년          | 토니 트래버트                    | 쿠르트 닐센                      | 6-3 7-5 6-1                      |
| 1956년          | 루 호드                          | 켄 로즈월                        | 6-2 4-6 7-5 6-4                  |
| 1957년          | 루 호드                          | 애쉴리 쿠퍼                      | 6-2 6-1 6-2                      |
| 1958년          | 애쉴리 쿠퍼                      | 닐 프레이저                      | 3-6 6-3 6-4 13-11                |
| 1959년          | 알렉스 올메도                    | 로드 레이버                      | 6-4 6-3 6-4                      |
| 1960년          | 닐 프레이저                      | 로드 레이버                      | 6-4 3-6 9-7 7-5                  |
| 1961년          | 로드 레이버                      | 척 매킨리                        | 6-3 6-1 6-4                      |
| 1962년          | 로드 레이버                      | 마티 멀리건                      | 6-2 6-2 6-1                      |
| 1963년          | 척 매킨리                        | 프레드 스톨                      | 9-7 6-1 6-4                      |
| 1964년          | 로이 에머슨                      | 프레드 스톨                      | 6-1 12-10 4-6 6-3                |
| 1965년          | 로이 에머슨                      | 프레드 스톨                      | 6-2 6-4 6-4                      |
| 1966년          | 마놀로 산타나                    | 데니스 랄스턴                    | 6-4 11-9 6-4                     |
| 1967년          | 존 뉴컴                          | 빌헬름 P. 분게르트               | 6-3 6-1 6-1                      |

### 오픈 시대
| 연도   | 우승자                             | 준우승자                           | 스코어                                   | 풀영상                             |
| ------ | ---------------------------------- | ---------------------------------- | ---------------------------------------- | ---------------------------------- |
| 1968년 | 로드 레이버                        | 토니 로체                          | 6-3 6-4 6-2                              |                                    |
| 1969년 | 로드 레이버                        | 존 뉴컴                            | 6-4 5-7 6-4 6-4                          |                                    |
| 1970년 | 존 뉴컴                            | 켄 로스웰                          | 5-7 6-3 6-2 3-6 6-1                      |                                    |
| 1971년 | 존 뉴컴                            | 스탠 스미스                        | 6-3 5-7 2-6 6-4 6-4                      |                                    |
| 1972년 | 스탠 스미스                        | 일리에 나스타시                    | 4-6 6-3 6-3 4-6 7-5                      |                                    |
| 1973년 | 얀 코데시                          | 알렉스 메트레벨리                  | 6-1 9-8(7-5) 6-3                         |                                    |
| 1974년 | 지미 코너스                        | 켄 로즈월                          | 6-1 6-1 6-4                              |                                    |
| 1975년 | 아서 애시                          | 지미 코너스                        | 6-1 6-1 5-7 6-4                          |                                    |
| 1976년 | 비외른 보리                        | 일리에 나스타시                    | 6-4 6-2 9-7                              |                                    |
| 1977년 | 비외른 보리                        | 지미 코너스                        | 3-6 6-2 6-1 5-7 6-4                      |                                    |
| 1978년 | 비외른 보리                        | 지미 코너스                        | 6-2 6-2 6-3                              |                                    |
| 1979년 | 비외른 보리                        | 로스코 태너                        | 6-7(4-7) 6-1 3-6 6-3 6-4                 |                                    |
| 1980년 | 비외른 보리                        | 존 메켄로                          | 1-6 7-5 6-3 6-7(16-18) 8-6               |                                    |
| 1981년 | 존 메켄로                          | 비외른 보리                        | 4-6 7-6(7-1) 7-6(7-4) 6-4                |                                    |
| 1982년 | 지미 코너스                        | 존 메켄로                          | 3-6 6-3 6-7(2-7) 7-6(7-5) 6-4            |                                    |
| 1983년 | 존 메켄로                          | 크리스 루이스                      | 6-2 6-2 6-2                              |                                    |
| 1984년 | 존 메켄로                          | 지미 코너스                        | 6-1 6-1 6-2                              |                                    |
| 1985년 | 보리스 베커                        | 케빈 크루웬                        | 6-3 6-7(4-7) 7-6(7-3) 6-4                |                                    |
| 1986년 | 보리스 베커                        | 이반 렌들                          | 6-4 6-3 7-5                              |                                    |
| 1987년 | 팻 캐시                            | 이반 렌들                          | 7-6(7-5) 6-2 7-5                         |                                    |
| 1988년 | 스테판 에드베리                    | 보리스 베커                        | 4-6 7-6(7-2) 6-4 6-2                     |                                    |
| 1989년 | 보리스 베커                        | 스테판 에드베리                    | 6-0 7-6(7-1) 6-4                         |                                    |
| 1990년 | 스테판 에드베리                    | 보리스 베커                        | 6-2 6-2 3-6 3-6 6-4                      |                                    |
| 1991년 | 미하엘 슈티히                      | 보리스 베커                        | 6-4 7-6(7-4) 6-4                         |                                    |
| 1992년 | 앤드리 애거시                      | 고란 이바니셰비치                  | 6-7(8-10) 6-4 6-4 1-6 6-4                |                                    |
| 1993년 | 피트 샘프러스                      | 짐 쿠리어                          | 7-6(7-3) 7-6(8-6) 3-6 6-3                |                                    |
| 1994년 | 피트 샘프러스                      | 고란 이바니세비치                  | 7-6(7-2) 7-6(7-5) 6-0                    |                                    |
| 1995년 | 피트 샘프러스                      | 보리스 베커                        | 6-7(5-7) 6-2 6-4 6-2                     |                                    |
| 1996년 | 리카르트 크라이체크                | 말리베이 워싱턴                    | 6-3 6-4 6-3                              |                                    |
| 1997년 | 피트 샘프러스                      | 캐드릭 피올린                      | 6-4 6-2 6-4                              |                                    |
| 1998년 | 피트 샘프러스                      | 고란 이바니셰비치                  | 6-7(2-7), 7-6(11-9), 6-4, 3-6, 6-2       | Full                               |
| 1999년 | 피트 샘프러스                      | 앤드리 애거시                      | 6-3, 6-4, 7-5                            | H/L                                |
| 2000년 | 피트 샘프러스                      | 패트릭 라프터                      | 6-7(10-12), 7-6(7-5), 6-4, 6-2           | H/L                                |
| 2001년 | 고란 이바니셰비치                  | 패트릭 라프터                      | 6-3, 3-6, 6-3, 2-6, 9-7                  | full                               |
| 2002년 | 레이튼 휴이트                      | 다비드 날반디안                    | 6-1, 6-3, 6-2                            |                                    |
| 2003년 | 로저 페더러                        | 마크 필리포우시스                  | 7-6(7-5), 6-2, 7-6(7-3)                  |                                    |
| 2004년 | 로저 페더러                        | 앤디 로딕                          | 4-6, 7-5, 7-6(7-3), 6-4                  |                                    |
| 2005년 | 로저 페더러                        | 앤디 로딕                          | 6-2, 7-6(7-2), 6-4                       |                                    |
| 2006년 | 로저 페더러                        | 라파엘 나달                        | 6-0, 7-6(5), 6-7(7-5), 6-3               | full                               |
| 2007년 | 로저 페더러                        | 라파엘 나달                        | 7-6(7), 4-6, 7-6(3), 2-6, 6-2            | full                               |
| 2008년 | 라파엘 나달                        | 로저 페더러                        | 6-4, 6-4, 6-7(5-7), 6-7(8-10), 9-7       | full H/L                           |
| 2009년 | 로저 페더러                        | 앤디 로딕                          | 5-7, 7-6(8-6), 7-6(7-5), 3-6, 16-14      | full H/L                           |
| 2010년 | 라파엘 나달                        | 토마시 베르디흐                    | 6–3, 7–5, 6–4                            |                                    |
| 2011년 | 노바크 조코비치                    | 라파엘 나달                        | 6-4, 6-1, 1-6, 6-3                       |                                    |
| 2012년 | 로저 페더러                        | 앤디 머리                          | 4-6, 7-5, 6-3, 6-4                       |                                    |
| 2013년 | 앤디 머리                          | 노바크 조코비치                    | 6-4, 7-5, 6-4                            | Full H/L                           |
| 2014년 | 노바크 조코비치                    | 로저 페더러                        | 6-7(7-9), 6-4, 7-6(7-4), 5-7, 6-4        | H/L                                |
| 2015년 | 노바크 조코비치                    | 로저 페더러                        | 7-6(7-1), 6-7(10-12), 6-4, 6-3           | H/L                                |
| 2016년 | 앤디 머리                          | 밀로스 라오니치                    | 6-4, 7-6(7-3), 7-6(7-2)                  | full H/L                           |
| 2017년 | 로저 페더러                        | 마린 칠리치                        | 6-3, 6-1, 6-4                            | H/L                                |
| 2018년 | 노바크 조코비치                    | 케빈 앤더슨                        | 6-2, 6-2, 7-6(7-3)                       | full H/L                           |
| 2019년 | 노바크 조코비치                    | 로저 페더러                        | 7-6(7-5), 1-6, 7-6(7-4), 4-6, 13-12(7-3) | full                               |
| 2020년 | 코로나19 범유행으로 인한 경기 취소 | 코로나19 범유행으로 인한 경기 취소 | 코로나19 범유행으로 인한 경기 취소       | 코로나19 범유행으로 인한 경기 취소 |
| 2021년 | 노바크 조코비치                    | 마테오 베라티니                    | 6-7(4-7), 6-4, 6-4, 6-3                  | H/L                                |
| 2022년 | 노바크 조코비치                    | 닉 키리오스                        | 4-6, 6-3, 6-4, 7-6(7-3)                  | H/L                                |
| 2023년 | 카를로스 알카라스                  | 노바크 조코비치                    | 1–6, 7–6(8–6), 6–1, 3–6, 6–4             |                                    |
| 2024년 | 카를로스 알카라스                  | 노바크 조코비치                    | 6–2, 6–2, 7–6(7–4)                       |                                    |
| 2025년 | 야닉 시너                          | 카를로스 알카라스                  | 4-6, 6-4, 6-4, 6-4                       |                                    |

## 통계

### 챔피언
- 연도는 도전자 결정전(챌린지 라운드)에서 타이틀을 지켜낸 해를 가진다.

| 선수              | 아마추어 | 오픈 | 역대 통산 | 연도                                           |
| ----------------- | -------- | ---- | --------- | ---------------------------------------------- |
| 로저 페더러       | 0        | 8    | 8         | 2003, 2004, 2005, 2006, 2007, 2009, 2012, 2017 |
| 피트 샘프러스     | 0        | 7    | 7         | 1993, 1994, 1995, 1997, 1998, 1999, 2000       |
| 노바크 조코비치   | 0        | 7    | 7         | 2011, 2014, 2015, 2018, 2019, 2021, 2022       |
| 윌리엄 렌쇼       | 7        | 0    | 7         | 1881, 1992, 1883, 1884, 1885, 1886, 1889       |
| 비욘 보리         | 0        | 5    | 5         | 1976, 1977, 1978, 1979, 1980                   |
| 로렌스 도허티     | 5        | 0    | 5         | 1902, 1903, 1904, 1905, 1906                   |
| 로드 레이버       | 2        | 2    | 4         | 1961, 1962, 1968, 1969                         |
| 레지날드 도허티   | 4        | 0    | 4         | 1897, 1898, 1899, 1900                         |
| 앤서니 윌딩       | 4        | 0    | 4         | 1910, 1911, 1912, 1913                         |
| 존 메켄로         | 0        | 3    | 3         | 1981, 1983, 1984                               |
| 보르시 베커       | 0        | 3    | 3         | 1985, 1986, 1989                               |
| 존 뉴컴           | 1        | 2    | 3         | 1967, 1970, 1971                               |
| 윌프리드 배들리   | 3        | 0    | 3         | 1891, 1892, 1895                               |
| 아서 고어         | 3        | 0    | 3         | 1901, 1908, 1909                               |
| 빌 틸던           | 3        | 0    | 3         | 1920, 1921, 1930                               |
| 프레드 페리       | 3        | 0    | 3         | 1934, 1935, 1936                               |
| 지미 코너스       | 0        | 2    | 2         | 1974, 1982                                     |
| 스테판 에드베리   | 0        | 2    | 2         | 1988, 1990                                     |
| 라파엘 나달       | 0        | 2    | 2         | 2008, 2010                                     |
| 앤디 머리         | 0        | 2    | 2         | 2013, 2016                                     |
| 카를로스 알카라스 | 0        | 2    | 2         | 2023, 2024                                     |
| 존 하틀리         | 2        | 0    | 2         | 1879, 1880                                     |
| 조슈아 핌         | 2        | 0    | 2         | 1893, 1894                                     |
| 제럴드 패더슨     | 2        | 0    | 2         | 1919, 1922                                     |
| 장 보로트라       | 2        | 0    | 2         | 1924, 1926                                     |
| 르네 라코스트     | 2        | 0    | 2         | 1925, 1928                                     |
| 앙리 코셰         | 2        | 0    | 2         | 1927, 1929                                     |
| 돈 버지           | 2        | 0    | 2         | 1937, 1938                                     |
| 루 호드           | 2        | 0    | 2         | 1957, 1958                                     |
| 로이 에머슨       | 2        | 0    | 2         | 1964, 1965                                     |

### 국가별
| 국가 이름      | 아마추어 | 오픈 | 합계 | 첫 우승 연도 | 마지막 우승 연도 |
| -------------- | -------- | ---- | ---- | ------------ | ---------------- |
| 영국           | 35       | 2    | 37   | 1887년       | 2016년           |
| 미국           | 18       | 15   | 33   | 1920년       | 2000년           |
| 오스트레일리아 | 15       | 6    | 21   | 1907년       | 2002년           |
| 스위스         | 0        | 8    | 8    | 2003년       | 2017년           |
| 프랑스         | 7        | 0    | 7    | 1924년       | 1946년           |
| 세르비아       | 0        | 7    | 7    | 2011년       | 2022년           |
| 스웨덴         | 0        | 7    | 7    | 1976년       | 1990년           |
| 스페인         | 1        | 4    | 5    | 1966년       | 2024년           |
| 독일           | 0        | 4    | 4    | 1985년       | 1991년           |
| 뉴질랜드       | 4        | 0    | 4    | 1910년       | 1913년           |
| 크로아티아     | 0        | 1    | 1    | 2001년       | 2001년           |
| 체코           | 0        | 1    | 1    | 1973년       | 1973년           |
| 이집트         | 1        | 0    | 0    | 1954년       | 1954년           |
| 네덜란드       | 0        | 1    | 1    | 1996년       | 1996년           |
| 이탈리아       | 0        | 1    | 1    | 2025년       | 2025년           |

## 같이 보기
- 윔블던 여자 단식 우승자 목록